# Бартелеми, Жозеф (генерал)
Мари-Жозеф-Рауль-Леон Бартелеми (фр. Joseph Barthélemy; 15 января 1867, Лангр — 23 января 1951, Брон (Кот-д’Армор), Франция) — французский военный деятель, дивизионный генерал, глава миссии Антанты в Польше (январь-февраль 1919), посредник в польско-украинской войне (1919).

## Биография
Сын военного. В 1886 году поступил в военную школу Сен-Сир. Окончил учёбу в 1888 году в звании подпоручика. Служил в пехотном полку, позже стал инструктором в школе Сен-Сир. В 1900 году получил чин капитана, а в 1913 г. стал подполковником, командиром 118-м пехотного полка .
Участник Первой мировой войны, в 1916 году получил звание бригадного генерала. Командовал 27-й пехотной дивизией на итальянском фронте. После возвращения во Францию в 1918 году командовал резервной армией.
В январе 1919 года был назначен главой миссии Антанты в Польше, задачей которой было достижение перемирия в польско-украинской войне. 19 января 1919 года миссия генерала Бартелеми прибыла в Краков, где установила отношения с польскими властями. В начале февраля 1919 года миссия Бартелеми добралась до Львова для переговоров с властями ЗУНР. На поезде, которым прибыла миссия, было тайно провезено 14 000 винтовок с боеприпасами для польской армии. Это вызвало протест властей ЗУНР. Бартелеми предложил создать демаркационную линию между Польшей и ЗУНР, которую впоследствии назвали линией Бартелеми. План предусматривал установление западной границы ЗУНР по восточной границе Львовского, Перемышлянского и Бибрского поветов, далее вниз по реке Стрый. Согласно этому плану к Польше отходила половина территории Восточной Галиции, в частности, Львов и Дрогобычско-Бориславский нефтяной бассейн входили в состав Польши. Условия перемирия были невыгодны ЗУНР. Украинская делегация отвергла предложения Бартелеми. 2 марта 1919 г. миссия покинула Львов.
В 1923 году Бартелеми получил звание дивизионного генерала и под командование 37-ю пехотную дивизию, затем (с 1926 года) XXX корпусом Рейнской армии. В 1929 году переведен в запас.